# リサッチ
『リサッチ』は、2007年1月11日から2009年3月26日まで東海テレビで放送されていた情報バラエティ番組。全112回。放送時間は毎週木曜 24:35 - 25:05 （日本標準時）。

## 概要
和希沙也・磯山さやか・熊田曜子の3人が、東海3県各地のエンターテインメント情報をランキング形式で紹介していた深夜番組である。彼女たちは毎回、その日のゲストとともに現地で様々なゲームに興じながら情報をリサーチしていた。このほか、彼女たちとは別のメンバーがヨガを実演するコーナーも設けていた。
地上デジタル放送では、各回で取り上げた情報の詳細を表示する番組連動データ放送を実施していた。また、画面下にはリサッチバー「検索窓」なるものを表示し、ここに次のコーナーに関する話題を表示していた。そして、「リサッチ」と書かれた検索ボタンがクリックされると次のコーナーへ移行するという演出があった。こちらはアナログ放送でもあった演出である。

## 出演者
リサッチメンバーおよび殆どのゲストは「○○ッチ」というあだ名で呼ばれていた。（）内は、彼女たちが番組内で呼ばれていたあだ名。

### リサッチメンバー
- 和希沙也（サヤッチ）
- 磯山さやか（イソッチ）
- 熊田曜子（クマッチ） - 2007年4月にメンバー入り。

### ヨガッチメンバー
- 田代さやか
- ユリサ
- 三井麻由

## スタッフ
番組制作は東海テレビとエキスプレスが共同で行っていた。以下に示すのは放送開始当初にいたスタッフだが、スタッフ数は2008年頃から減った模様。
- 構成 - 荻巣しぐれ
- リサーチ - 森下ゆうじ
- 編集 - 加藤篤
- MA - TV CITY
- AD （アシスタントディレクター） - 塚本英恵
- D （ディレクター） - 洲崎学、森野智弘
- AP （プロデューサー補） - 土方宏史、時田一雄、稲田卓
- P （プロデューサー） - 戸松準、神原光博

## レギュラーコーナー
趣味ッチ
趣味に明け暮れる人たちを取材していたコーナーで、ゲストの趣味についても取り上げていた。ゲストの細川茂樹がこのコーナーで家電マニアぶりを発揮した。その後、ビルマニアの半田健人が名古屋駅前にできたモード学園スパイラルタワーズの見学をしに訪れた。
モノッチ
巷で流行している様々なグッズを紹介していたコーナー。
ヨガッチ
ヨガッチメンバーの3人が「パートナーヨガ」を行っていたコーナー。連動ワンセグ放送では彼女たちが水着姿でヨガを行う姿が見られた。
試聴ッチ
J-POPの新譜情報を紹介していたコーナーで、ゲストもこのコーナーに参加していた。
シネマッチ
映画を紹介するコーナーの総称。このコーナーでは画面右（または左）にリサッチメンバーの3人をイメージしたらしきファミコンゲーム風のスプライトキャラクターが現れ、映画の内容を説明していた。スプライトキャラクターの服部分には、イメージしている人物のイニシャルがそれぞれ入っていた（「S」→サヤッチ、「I」→イソッチ、「K」→クマッチ）。

## 主なバラエティ企画
甘甘ゲーム
スイーツを食べた後に実施していた言葉遊びゲーム。その回のゲストに合わせた特別ルールを採用していた。
グルメコンパ
さとう珠緒がゲストで訪れたラーメンテーマパークの回から実施していた企画。相思相愛になった者同士だけ食事ができるというルールの企画で、かつてこの地方でも放送されていたバラエティ番組『プロポーズ大作戦』のゲーム・フィーリングカップル5vs5のノリで行われていた。その後、なばなの里に山咲トオルを、アスナル金山にKABA.ちゃんを迎えて行われた。
スシヤード
チームを組んでビリヤードで対戦する企画で、寿司ネタが書かれたポケットに球を入れるとその寿司が食べられるというルールで行われていた。入れてしまうと罰ゲームを受けなければならないポケットもあった。奥田民生（民生ッチ）、青田典子（青田ッチ）と対戦した。
カジノッチ
元猿岩石の有吉弘行が司会を務めていたクイズ企画で、毎回あるラインを越えるか越えないかに賭けていた。しかし、有吉はスケジュールに余裕が無くなったからか、2008年の夏以降はこの企画には参加しておらず、以後は替わって東海テレビのアナウンサーが司会を務めるようになった。
リサッチQ
ゲストのお笑いコンビのいずれか1人と和希が司会を務めたクイズ企画で、ゲストが出す意味不明のクイズに対し、磯山と熊田とゲストの相方が真剣に答えていた。企画初回ではスピードワゴンが司会を務めた。この企画は、ザブングルが司会を務めた鈴鹿のスーパー銭湯の回を最後に行われなくなった。
リサッチボウリング
リサッチメンバーの3人が道行く人に数字にまつわる質問（例・今までにデートした回数など）をし、その通行人が答えた数字を倒したボウリングのピンに見立ててスコアを競い合うという企画。10以上の数字が出た場合にはガター扱いにされた。SKE48のメンバー10人をボウリングのピンのように並べて行ったこともある。くまだまさしがゲストで訪れた回では、東海3県在住の女性10人を集めて行った。
リサッチ探検隊
リサッチメンバーの3人が探検隊という設定で怖いものを探しに行っていた企画で、食べ物や趣味の人、建造物などを紹介していた。探検隊の隊長は和希で、隊員の磯山と熊田の悪ふざけに手を焼いていた。元々は藤岡弘、と一緒に松茸狩りに行く企画が発端のようであり、同企画のタイトルにはたびたび山へ入っていく映像が使われていた。最多の探検は、UMGと呼称されていた巨大な食べ物の紹介である。東海3県には巨大な食べ物をメニューに抱える飲食店があるため、リサッチメンバーはたびたび巨大グルメに挑まされていた。UMGとはUltra Mega Gourmet （ウルトラ・メガ・グルメ）の略で、UMA （未確認動物）のもじりである。
ドキドキゲーム
リサッチメンバーの3人が3つのブースに分かれ、お互いに何を注文したのかが分からない状態であらかじめ決められた9品を次々に食べていくゲーム。注文した品が被ったら領収書が届き、自腹で支払わされるというルールで行われていた。